# Mélanie Allag
Mélanie Allag est une autrice de bande dessinée et illustratrice  française de livres pour enfants et dans la presse pour enfants, née à Eaubonne en 1981.

## Biographie
Elle a été formée à l'École européenne supérieure de l'image d'Angoulême ; constatant que « ses vidéos ne sont pas assez abouties », elle s'oriente vers l'illustration et collabore également avec le groupe Bayard, avec un premier contrat dans J'aime lire. Elle collabore à plusieurs revues pour enfants, notamment : J'apprends à lire, J'aime lire, Astrapi, Dlire, Moi je lis,. Elle fait partie de l'association nantaise de dessinateurs La Baie Noire. Elle emploie plusieurs procédés : aquarelle, crayon de couleur ou palette graphique, avec une préférence pour le crayon.
Collaborant avec Aurélien Ducoudray, elle livre en 2016 le dessin de l'album L'Anniversaire de Kim-Jong-Il publié par la maison Delcourt. L'album dépeint la vie d'un garçon appelé Jun Sang en Corée du Nord sur une période de huit ans. Le duo publie ensuite chez Delcourt Le Repas des hyènes en 2020, album qui fera partie de la sélection officielle 12-16 ans de l'édition 2021 du Festival d'Angoulême.
En octobre 2022, elle signe le dessin d'un des premiers albums de la nouvelle collection Nathan BD, Le Jour où on a inventé les noms de famille, avec Annaïg Plassard au dessin.

## Œuvres

### Bande dessinée
- L'Anniversaire de Kim Jong-Il[5], scénario d'Aurélien Ducoudray, Delcourt, 2016  (ISBN 9782756051543)
- Le Repas des hyènes, scénario d'Aurélien Ducoudray, Delcourt, 2020  (ISBN 9782413002116)
- Punch! Saison 1 - Cratère, Kinaye, 2021  (ISBN 9782357990951)
- Le Jour où on a inventé les noms de famille, scénario d'Annaïg Plassard, Nathan, 2022  (ISBN 9782092494486)
- Les Chats, scénario de Gwénaëlle Boulet, Bayard, 2023  (ISBN 9791036329180)

### Littérature jeunesse
- Aldrik, le viking pacifique, texte de Richard Petitsigne, P'tit Glénat, 2021
- La Sorcière Sorciflette, texte de Marie-Sabine Roger, Lito, 2018
- Pendant que le loup n'y est pas, texte d'Alice-Brière Hacquet, L'Élan vert, 2017
- Mon doudur à l'école, texte de Valérie Cros, Bayard, 2017
- Basile et Zoé pompiers, texte d'Elsa Devernois, L'Élan vert, 2017
- Hector et la chasse au trésor, texte de Céline Claire, Auzou, 2015
- Le Petit Poucet, texte de Magdalena, Magdalena, Père Castor, 2016
- La Liberté, texte d'Emmanuel Vaillant, Milan, 2015
- Promenons-no, Milan, 2011us dans les bois, texte d'Alice-Brière Hacquet, L'Élan vert, 2015
- Boucle d'or et les trois ours, texte de Magdalena, Père Castor, 2015
- La maison au gros chien, texte de Céline Claire, Bayard, 2014
- Le Petit Chaperon rouge, texte de Magdalena, Flammarion, 2014
- Mon parc d'attractions, texte de Myriam Ouyessad, L'Élan vert, 2014
- Défends-toi !, texte de Géraldine Collet, L'Élan vert, 2013
- Les bestioles, texte de Michelle Montmoulineix, Bayard, 2013
- Des petites bêtes à l'école, texte de Didier Dufresne, Milan, 2013
- Mon Pingouin de Patagonie, texte de Sylvie Rouch, L’Élan vert, 2012
- Marie Caprices, texte de Bernard Villiot, L'Elan vert, 2012
- L'inconnu de l'île Mathis, texte de Lorris Murail, Bayard, 2011
- L'invité de Noël, texte de France Quatromme, L'Élan vert, 2011
- L'écologie des petits, texte d'Yvette Barbetti, Lito, 2010
- Hänsel et Gretel, texte des Frères Grimm, Lito, 2009
- La Maîtresse a de grandes oreilles, texte de Nathalie Dargent, Milan, 2011
- Hugo et Lola découvrent la ferme, Amaterra, 2009
- Je découvre mon corps avec Clara et Lucas, Nouvel Angle, 2008
- Je veux une quiziiine !, texte de Sophie Dieuaide, Talents Hauts, 2008

#### Série Scarlett et Watson
Série de polars "premiers romans" publiée par Milan, sur des textes de Jean-Michel Payet
- Le Trésor de M. Ziane, 2012
- Le Chat égyptien, 2012
- Chats perdus portés disparus, 2012
- Le Mystère du chat empaillé, 2013
- Fonce, Oscar, fonce !, 2014
- Enquête au poney-club, 2014
- Mystère à la fête foraine, 2015
- Mystère et crustacés, 2015
- Arnaque à Central Park, 2016

#### Série Salut les vampires
Série de textes "premières lectures" publiée par Lito, sur des textes de Yann Autret
- 400 bougies pour Wlad, 2010  (ISBN 9782244442686)
- Un chien mignon à croquer, 2010  (ISBN 9782244442693)
- La bande des Bizarres, 2010  (ISBN 9782244442662)
- Le grand méchant double, 2010  (ISBN 9782244442679)

#### Série Les Animaux de Lou
Série de textes "premières lectures" publiée par Nathan, sur des textes de Mymi Doinet.
- Vole, Petit Galop !, 2010
- Ne pleure plus, petit Roux !, 2010
- N'aie pas peur, Petit Koala !, 2011
- Courage, petit marin !, 2011
- Tu n'es plus seul, Petit Ours !, 2012
- Sauve-toi, Petit Tigre !, 2012
- Tu es libre, Petit Éléphant, 2012
- Reviens, Petit Lapin !, 2013
- Je te protège petit loup, 2013
- Nage, petit phoque !, 2014
- Tu es chou, Petit Chat !, 2014
- Tu es super, petit hamster !, 2014
- Bravo, petit panda !, 2015
- D'où tu viens, petit chien ?, 2016
- Où est ta maman petit Faon ?, 2017
- D'où tu viens, Petit Chien ?, 2018
- Où es-tu, Petit Ourson ?, 2018
- Tu grandiras petit girafon !, 2019
- Pas de pyjama pour Petit lama !, 2021
- Je vais t'aider Petit Hérisson !, 2023

#### Série Les Docs de Lou
Série de romans "premières lectures" publiée par Nathan, sur des textes de Mymi Doinet.
- Tout sur les chevaux !, 2017
- Tout sur les chiens !, 2017
- Tout sur les chats !, 2018
- Tout sur les dinosaures !, 2019
- Tout sur les loups !, 2020

#### Série Le plus terrible du monde
Série d'albums jeunesse publiée par P'tit Glénat, sur des textes de Richard Petitsigne.
- Le Pirate le plus terrible du monde, 2017
- L'Équipage le plus terrible du monde, 2018
- La Pirate la plus terrible du monde, 2019

#### Série Mode d'emploi
Série d'albums jeunesse publiée par P'tit Glénat, sur des textes d'Alice Brière-Hacquet.
- Princesses mode d'emploi, 2012
- Dragons mode d'emploi, 2012
- Fantômes : mode d'emploi, 2013
- Aliens, mode d'emploi, 2013
- Super-héros, mode d'emploi, 2014
- Sirènes, mode d'emploi, 2014

## Récompenses
- 2014 : Prix coup de cœur des P'tits lecteurs plainais pour Mon parc d'attraction avec Myriam Ouyessad[9]
- 2017 : prix Ellipses de la Bulle pour l'Anniversaire de Kim-Jong-Il, avec Aurélien Ducoudray[10]